# 效谷郡
效谷郡，中国南北朝时设置的郡。
西魏置，治所在效谷县（今甘肃省瓜州县西）。辖境相当今甘肃省瓜州县西南部，敦煌市东北部地区。北周时废。 